# بازار (کانزاس)
بازار (به انگلیسی: Bazaar) یک منطقهٔ مسکونی در ایالات متحده آمریکا است که در کانزاس واقع شده‌است.